# Sarntal

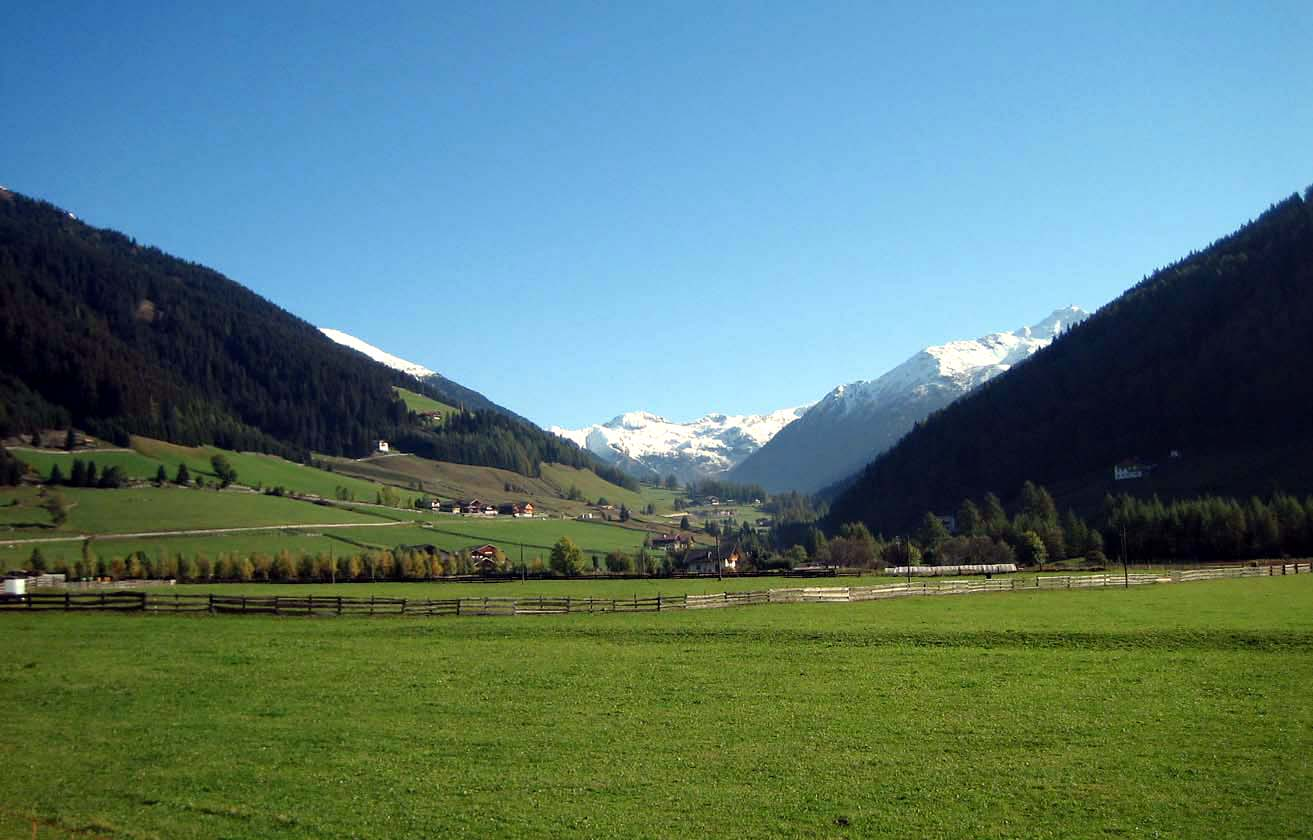
Das obere Sarntal: Blick von Weißenbach Richtung Nordosten

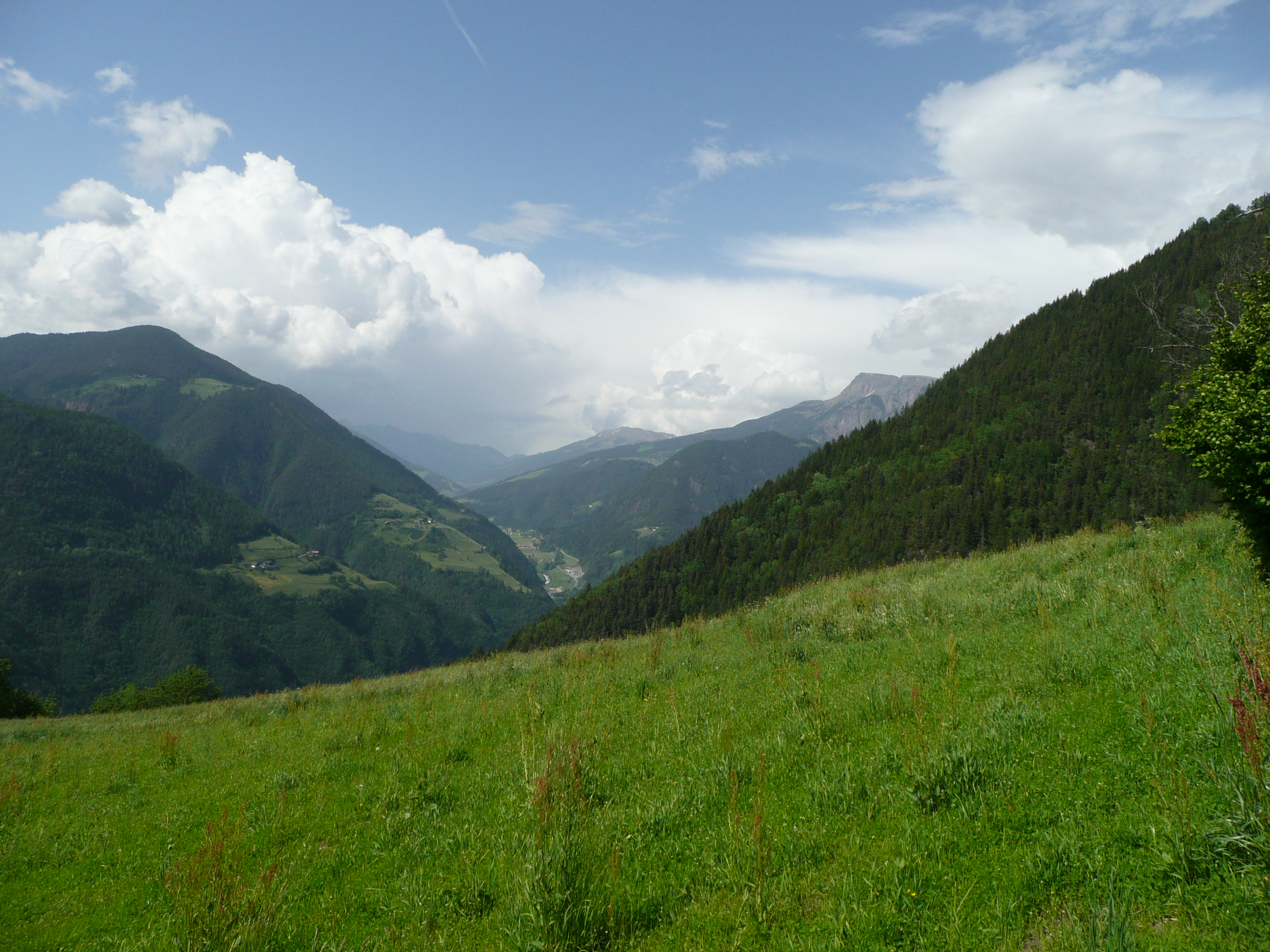
Blick auf das mittlere Sarntal

Das Sarntal (italienisch Val Sarentino) ist ein etwa 45 km langes Tal in Südtirol (Italien). Durchflossen wird es in Nord-Süd-Richtung von der Talfer. Das nördliche Ende des Sarntals befindet sich am Penser Joch (2211 m), im Süden geht es im Bozner Talkessel (260 m) auf, wo auch das Eisacktal auf das Etschtal trifft. Es ist zur Gänze von den Sarntaler Alpen umschlossen.
Administrativ gehört das Sarntal größtenteils zur gleichnamigen Gemeinde Sarntal. Im Süden im Bereich der Sarner Schlucht verteilt es sich auf die Gemeinden Ritten, Jenesien und Bozen.

## Verlauf

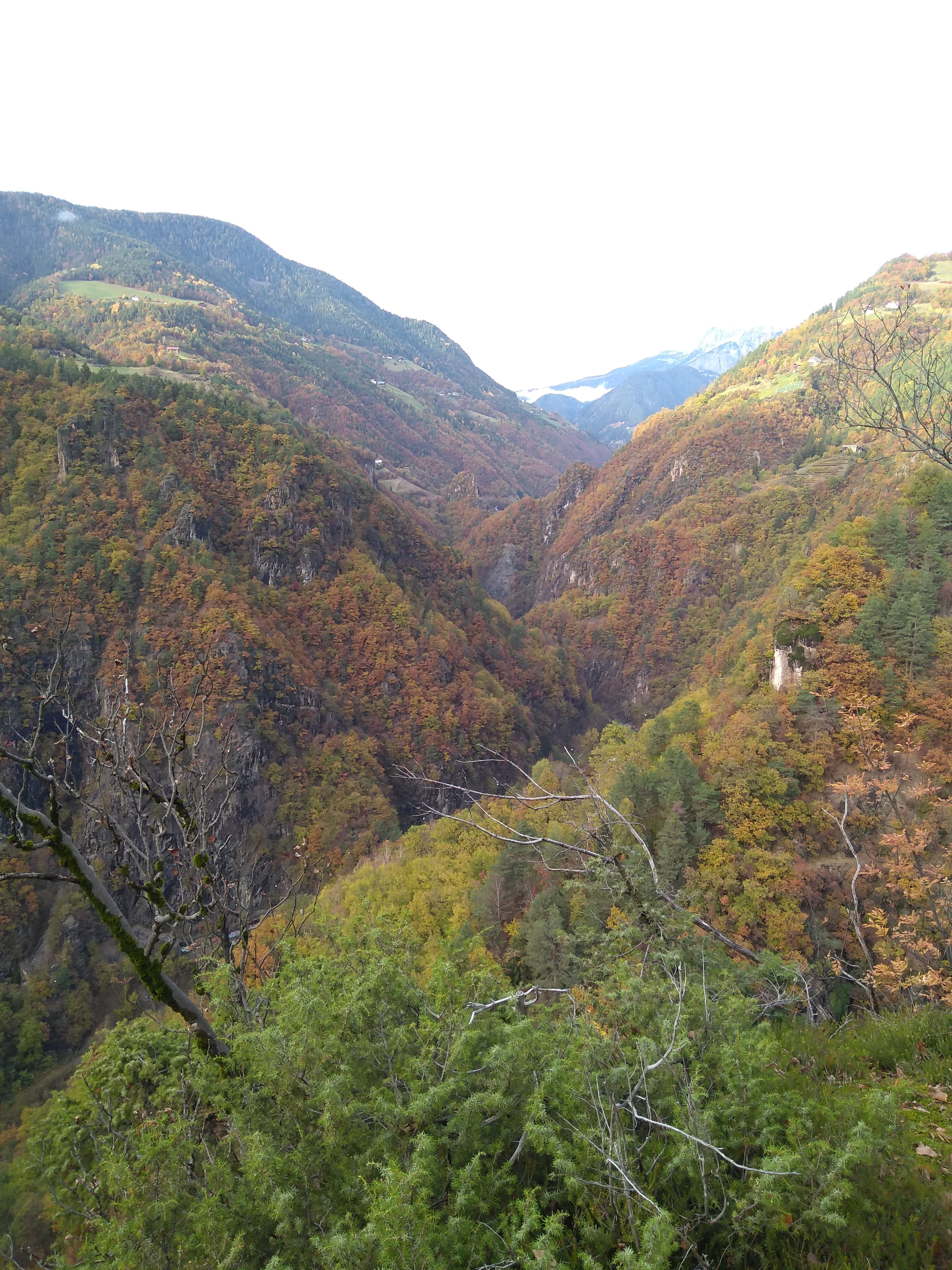
Die Sarner Schlucht: Blick vom Johanneskofel nordwärts

Das Sarntal nimmt am Penser Joch auf 2211 m Höhe seinen Anfang. In seiner nördlichen Hälfte beschreibt es einen leichten Bogen nach Westen zwischen dem Sarner Westkamm und Mittelkamm. In diesem auch Penser Tal genannten Abschnitt befinden sich von Norden nach Süden die Ortschaften Pens (1450 m), Weißenbach (1330 m) und Aberstückl (1320 m).
Bei Astfeld (1020 m) mündet das von Nordosten hinzukommende Durnholzer Tal in das Sarntal. Etwas der Talfer abwärts folgen Nordheim (1000 m) und die bedeutendste Siedlung der Talschaft, der Gemeindehauptort Sarnthein (970 m).
Südlich von Bundschen (920 m) verengt sich das Sarntal zwischen dem Ritten und dem Tschögglberg zur Sarner Schlucht, die den untersten Abschnitt des Talverlaufs bildet. Die beiden einzigen Siedlungskerne in diesem Bereich liegen in erhöhten Mittelgebirgslagen mehrere hundert Meter oberhalb der Talfer: auf der orographisch rechten, westlichen Seite Afing (870 m) und auf der linken, östlichen Seite Wangen (1060 m).
Das Sarntal geht schließlich in rund 260 m Höhe im Bozner Talkessel auf.

## Geologie
Der unterschiedliche Charakter des Sarntals in seinem Verlauf – im Norden von sanften Geländeformen dominiert und deutlich aufgeweitet, im Süden zu einer Schlucht verengt – lässt sich anhand der geologischen Gegebenheiten erklären. Nördlich von Bundschen dominieren rasch verwitternde Quarzphyllite, die die Entstehung eines breiten Tals begünstigten; falls dort Hangversteilungen auftreten, so ist dies auf das gelegentliche Auftreten gegenüber der Verwitterung widerstandsfähigerer Gesteinsarten zurückzuführen. Im Süden hingegen breiten sich die harten Bozner-Quarzporphyr-Platten des Tschögglbergs im Westen und des Ritten im Osten aus, zwischen denen sich die Talfer eine tiefe Schlucht graben musste.

## Verkehr

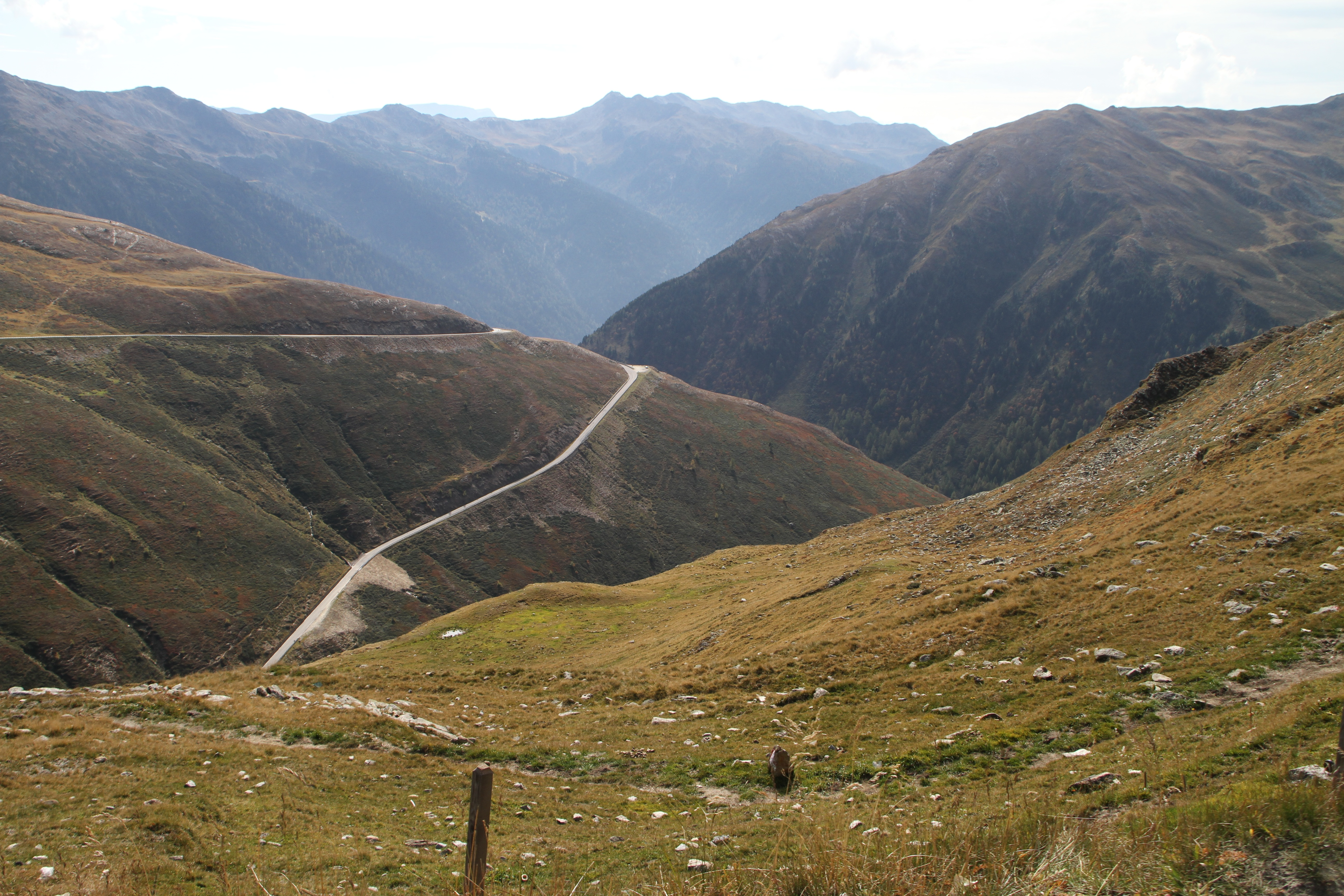
Blick vom Penser Joch südwärts zur vom Sarntal heraufkommenden Passstraße

Für den Kraftverkehr gibt es durch die SS 508 zwei Hauptzufahrten in das Sarntal: Der Südzubringer führt vom Bozner Talkessel aus durch die Sarner Schlucht. Bereits 1494 wurde ein «gemain farweg und strazzen in das tal Sérnntein an der Etsch» von König Maximilian I. in Auftrag gegeben und vom Sarntheiner Amtmann Blasius Anich ausgeführt. Diese oftmals verlegte Straße wurde 1936 zwischen Schloss Ried und Moarhäusl mit einer orografisch rechtsseitigen Tunnelstraße ersetzt (SS 508), die wegen eines allerdings nicht verwirklichten Stauseeprojekts in hoher Felsenlage trassiert wurde. Dank einiger Großprojekte wurde die Sarntaler Staatsstraße mehr und mehr durch Tunnel geführt und die verbliebenen gefährdeten Abschnitte durch Felssicherungsarbeiten abgesichert. Somit sind Sperren heute seltener geworden. Eine letzte Neutrassierung, bei der zwei Tunnels von insgesamt etwa 3,5 km Länge fünfzehn kleinere und enge Tunnels ersetzten, wurde im Dezember 2016 dem Verkehr übergeben. Da zahlreiche Einwohner der Gemeinde täglich nach Bozen pendeln, ist diese Strecke von großer Bedeutung.
Die verkehrsmäßige Norderschließung erfolgt von Sterzing aus über das Penser Joch. Dieser Pass ist jedoch im Winter gesperrt, meist vier bis fünf Monate.
Eine dritte Zufahrt verläuft über den Ritten. Diese Straße ist wegen ihrer engen, kurvenreichen und steilen Abschnitte für Busse (außer für Linienbusse bei Sperrung der Staatsstraße) und LKW gesperrt und mündet, von Oberinn und Wangen herabkommend, nördlich der Sarner Schlucht in die von Bozen kommende Staatsstraße. Trotzdem hat diese Zufahrt schon oft ihre Wichtigkeit bewiesen, verblieb sie doch in der Vergangenheit als einziger noch befahrbarer Zugang zum Tal, sobald die Staatsstraße wegen Steinschlags gesperrt war und für das Penser Joch noch die Wintersperre bestand.

## Burgen im unteren Sarntal

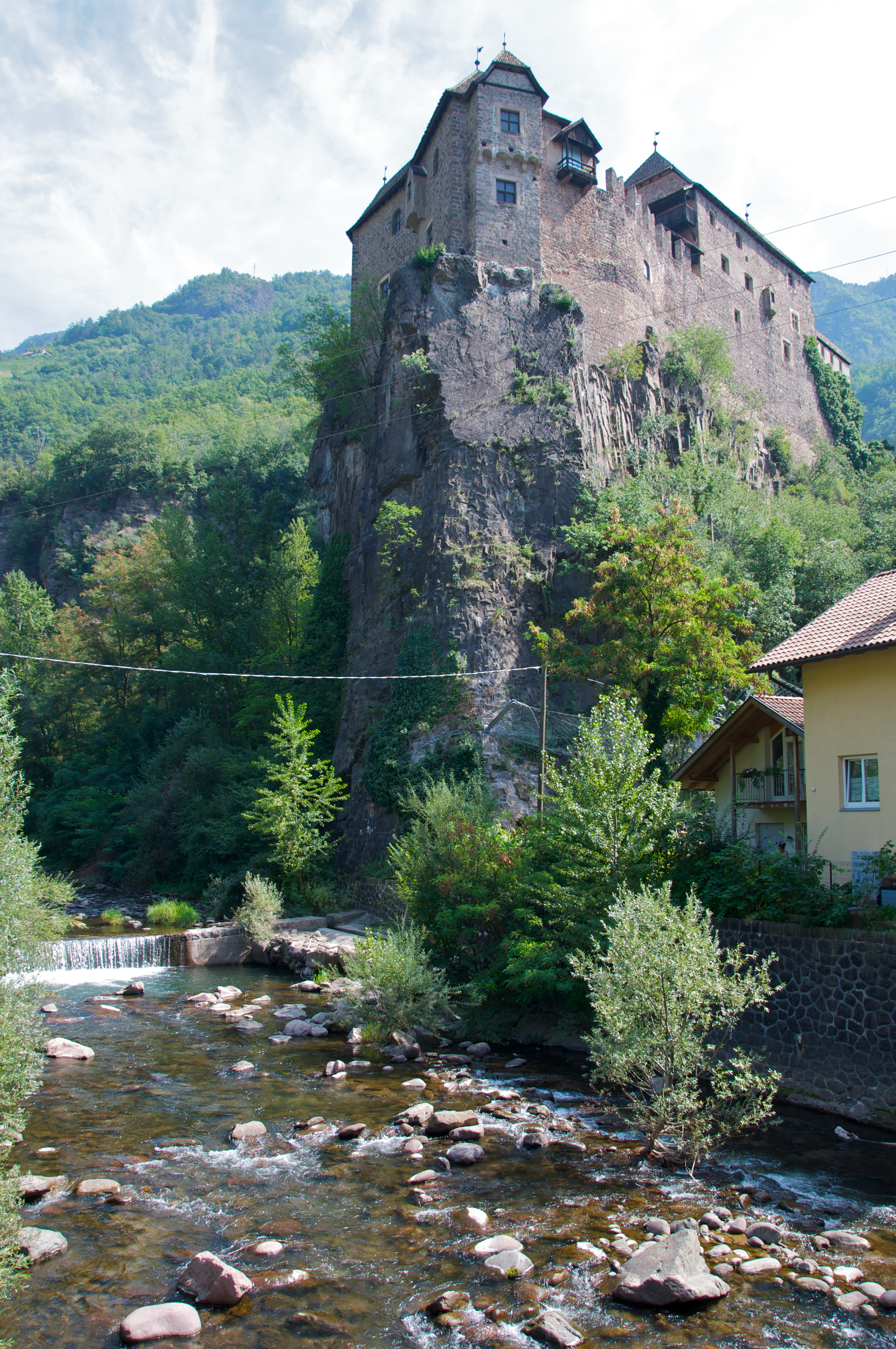
Runkelstein über der Talfer

Die Sarner Schlucht und der Übergang zum Bozner Talkessel sind bekannt für ihre hohe Dichte mittelalterlicher Burgen. Auf der östlichen, orographisch linken Seite ist die erste Anlage am Taleingang Klebenstein, gefolgt von Rendelstein, Runkelstein, Wangen-Bellermont und dem Johanneskofel. Auf der gegenüberliegenden Seite der Talfer befinden sich der Reihe nach Treuenstein, Ried, Rafenstein, Walbenstein und Afing.